# 唐文標
唐文標（1936年2月2日—1985年6月10日），原名謝朝樞，人稱大俠，是一位出生於香港、祖籍廣東開平的數學家、詩人及文學評論家。

## 生平概略

### 早年生活
唐文標在香港完成中學學業，並隨後進入新亞書院外文系就讀。
1956年，他移民美國。

### 學術生涯
1967年，他獲伊利諾大學頒發數學博士學位；後來，他曾任教於加州州立大學沙加緬度分校。
1972年，他前往國立臺灣大學數學系及國立政治大學應用數學系擔任教授。

### 引發論戰
1973年，他先後在《龍族詩刊》「評論專號」、《文學季刊》及《中外文學》發表〈什麼時候什麼地方什麼人——論傳統詩與現代詩〉、〈詩的沒落——臺港新詩的歷史批判〉、〈僵化的現代詩〉三篇文章，強調詩的健康特質，並認為詩所別具的美好言語應該對社會引起正面作用，更批判周夢蝶、葉珊、余光中等人對現實的逃避。
隨後，顏元叔發表〈唐文標事件〉一文加以反駁，因此該次論戰又被稱作「唐文標事件」。不久，余光中也發表〈詩人何罪〉，批評唐文標思想危險：“滿口『人民』、『民眾』的人，往往是一腦子的獨裁思想；例子是現成的。不同的是，所謂文化大革命只革古典文化的命，而『僵』文作者妄想一筆勾銷古典與現代。這樣幼稚而武斷的左傾文學觀，對於今日年輕一代的某些讀者，也許尚有迷惑的作用。”並希望《現代文學》編輯發行者白先勇及姚一葦不得再發表任何唐文標的作品。

### 晚年
1983年，他將《中國古代戲劇史初稿》交付出版；同年，他與數學家邱守榕結婚，並生下一子唐狷。
1985年6月10日，他因鼻咽癌病逝於臺中榮民總醫院。

## 語錄
- “但是世界是向前走的，我們勇於出走到外面世界，放棄個人的狹小天地，我們更應注意，不歸順的目的不是要流浪，不是去旅行，瀏覽一下各地風景名勝，而在敢於加進社會，敢於背負上一代傳下來的歷史，敢於和世界所有平凡但努力的人一起工作，把自己投身到建設未來的行列。不歸順只是為了進步，為了使所有人生活得更好，獲得所有的自由，為了使人不再壓迫人，為了使世界向平等正義、永遠和平的那一面走，為了使人成為人。”[5]
- 「我的朋友，國家留給你們了」[6]

## 著作
- 平原極目（1973）
- 天國不是我們的（1976）
- 張愛玲雜碎（1976）
- 唐文標碎雜（1976）
- 快樂就是文化（1977）
- 我永遠年輕（1980）
- 張愛玲研究（1983）
- 唐文標散文集（1984）
- 中國古代戲劇史初稿（1984）
- 中國古代戲劇史（1985）

編選
- 張愛玲卷（1983）
- 1984台灣小說選（1985）
- 張愛玲資料大全集（1985）

## 獲獎
- 中山文藝創作獎[1]